# Riesen-Steppenkerze
Die Riesen-Steppenkerze (Eremurus robustus), auch Kleopatranadel genannt, ist eine Pflanzenart aus der Gattung Steppenkerzen (Eremurus) in der Unterfamilie der Affodillgewächse (Asphodeloideae).

## Merkmale
Die Riesen-Steppenkerze ist eine ausdauernde, krautige Pflanze, die ein Rhizom ausbildet und Wuchshöhen von 100 bis 200 (300) Zentimeter erreicht. Die Laubblätter sind gekielt und graugrün. Der Blütenstand ist 35 bis 110 Zentimeter lang. Die Deckblätter sind lang ausgezogen, dreieckig und zottig bewimpert. Die Blütenstiele haben eine Länge bis zu 35 Millimeter, sind abstehend und auch während der Blütezeit beinahe horizontal. Die Perigonblätter haben eine Länge von 17 bis 18 Millimeter und sind hellrosa gefärbt, lediglich am Grund sind sie gelb. Die äußeren sind nur halb so breit wie die inneren. Die Kapselfrüchte sind kugelig, glatt und weisen einen Durchmesser von meist 20 bis 25 (15 bis 30) Millimeter auf.
Die Blütezeit liegt im Juni.
Die Chromosomenzahl beträgt 2n = 14.

## Vorkommen
Das Verbreitungsgebiet umfasst Pamir-Alai und West-Tianschan. Hier kommt die Riesen-Steppenkerze auf steinigen und feinerdereichen Hängen und oft auch in Rosengebüschen in Höhenlagen von 1600 bis 3100 Meter vor.

## Nutzung
Die Riesen-Steppenkerze wird zerstreut als Zierpflanze genutzt. Sie ist seit spätestens 1871 in Kultur.